# Squash nos Jogos Pan-Americanos de 2015 - Equipes masculinas
A competição por equipes masculinas foi um dos eventos do squash nos Jogos Pan-Americanos de 2015, em Toronto. Foi disputada no Centro de Exposições entre os dias 14 e 17 de julho.  

## Calendário
Horário local (UTC-4).
| Data        | Horário | Fase                 |
| ----------- | ------- | -------------------- |
| 14 de julho | 9:00    | Fase de grupos       |
| 15 de julho | 10:00   | Fase de grupos       |
| 16 de julho | 12:06   | Quartas de final     |
| 16 de julho | 12:06   | Disputa do 7º ao 10º |
| 16 de julho | 17:30   | Semifinal            |
| 17 de julho | 19:45   | Final                |

## Medalhistas
|  | CAN Canadá                                   |  | MEX México                               |  | USA Estados Unidos                                 |  | ARG Argentina                                      |
|  | Shawn Delierre Andrew Schnell Graeme Schnell |  | Eric Gálvez Arturo Salazar César Salazar |  | Christopher Gordon Christopher Hanson Todd Harrity |  | Robertino Pezzota Rodrigo Pezzota Leandro Romiglio |

## Resultados
As equipes foram divididas em quatro grupos. As duas melhores de cada grupo se classificaram para as quartas-de-final. 

### Grupo A
| País          | J | V | D | SF | SC | PF  | PC  | Pts |
| ------------- | - | - | - | -- | -- | --- | --- | --- |
| MEX México    | 3 | 3 | 0 | 21 | 8  | 276 | 182 | 6   |
| ARG Argentina | 3 | 2 | 1 | 16 | 12 | 243 | 241 | 4   |
| PER Peru      | 3 | 1 | 2 | 16 | 12 | 247 | 199 | 2   |
| GUY Guiana    | 3 | 0 | 3 | 3  | 24 | 146 | 290 | 0   |

### Grupo B
| País         | J | V | D | SF | SC | PF  | PC  | Pts |
| ------------ | - | - | - | -- | -- | --- | --- | --- |
| CAN Canadá   | 2 | 2 | 0 | 17 | 5  | 227 | 159 | 4   |
| COL Colômbia | 2 | 1 | 1 | 11 | 12 | 190 | 205 | 2   |
| ECU Equador  | 2 | 0 | 2 | 4  | 15 | 127 | 180 | 0   |

### Grupo C
| País               | J | V | D | SF | SC | PF  | PC  | Pts |
| ------------------ | - | - | - | -- | -- | --- | --- | --- |
| USA Estados Unidos | 2 | 2 | 0 | 18 | 1  | 206 | 87  | 4   |
| GUA Guatemala      | 2 | 1 | 1 | 7  | 14 | 137 | 204 | 2   |
| CHI Chile          | 2 | 0 | 2 | 5  | 15 | 145 | 197 | 0   |

### Disputa do 7º  ao 10º
| País        | J | V | D | SF | SC | PF  | PC  | Pts |
| ----------- | - | - | - | -- | -- | --- | --- | --- |
| PER Peru    | 2 | 2 | 0 | 18 | 1  | 211 | 130 | 6   |
| CHI Chile   | 3 | 2 | 1 | 13 | 16 | 249 | 257 | 4   |
| ECU Equador | 3 | 1 | 2 | 13 | 17 | 261 | 287 | 2   |
| GUY Guiana  | 2 | 0 | 2 | 5  | 15 | 153 | 200 | 0   |

### Fase final
| Quartas-de-final | Quartas-de-final   | Quartas-de-final | Quartas-de-final | Quartas-de-final |  |  | Semifinal | Semifinal          | Semifinal | Semifinal | Semifinal |  |  | Final | Final      | Final | Final | Final |
|                  |                    |                  |                  |                  |  |  |           |                    |           |           |           |  |  |       |            |       |       |       |
|                  |                    |                  |                  |                  |  |  |           |                    |           |           |           |  |  |       |            |       |       |       |
|                  |                    |                  |                  |                  |  |  | A1        | MEX México         | 3         | 3         |           |  |  |       |            |       |       |       |
|                  | COL Colômbia       | 0                | 0                |                  |  |  | C1        | USA Estados Unidos | 2         | 2         |           |  |  |       |            |       |       |       |
| C1               | USA Estados Unidos | 3                | 3                |                  |  |  |           |                    |           |           |           |  |  | A1    | MEX México | 0     | 1     |       |
| C2               | GUA Guatemala      | 0                | 0                |                  |  |  |           |                    |           |           |           |  |  | B1    | CAN Canadá | 3     | 3     |       |
| A2               | ARG Argentina      | 3                | 3                |                  |  |  | A2        | ARG Argentina      | 3         | 0         | 0         |  |  |       |            |       |       |       |
|                  |                    |                  |                  |                  |  |  | B1        | CAN Canadá         | 1         | 3         | 3         |  |  |       |            |       |       |       |
|                  |                    |                  |                  |                  |  |  |           |                    |           |           |           |  |  |       |            |       |       |       |

## Colocação final
| Pos.              | Nacionalidade      | Nome                                                 |
| ----------------- | ------------------ | ---------------------------------------------------- |
| Medalha de ouro   | CAN Canadá         | Shawn Delierre Andrew Schnell Graeme Schnell         |
| Medalha de prata  | MEX México         | Eric Gálvez Arturo Salazar César Salazar             |
| Medalha de bronze | USA Estados Unidos | Christopher Gordon Christopher Hanson Todd Harrity   |
| Medalha de bronze | ARG Argentina      | Robertino Pezzota Rodrigo Pezzota Leandro Romiglio   |
| 5                 | GUA Guatemala      | Bryan Bonilla Josue Enriquez Mauricio Sedano         |
| 6                 | COL Colômbia       | Andres Herrera Miguel Ángel Rodríguez Juan Vargas    |
| 7                 | PER Peru           | Andrés Duany Diego Elías Alonso Escudero             |
| 8                 | CHI Chile          | Maximiliano Camiruaga Sebastián Gallegos Jaime Pinto |
| 9                 | ECU Equador        | Juan Chacon Ernesto Davila Orlando Rodríguez         |
| 10                | GUY Guiana         | Kristian Jeffrey Jason-Ray Khalil Sunil Seth         |